# Sivá skala
Sivá skala (pol. Siwa Skała; 837 m n.p.m.) – szczyt w Górach Hańczowskich, w południowo-zachodniej części Beskidu Niskiego. Leży w całości na terenie Słowacji. Położenie: 49°24′14″N; 21°07′15″E.

## Położenie
Szczyt Siwej Skały wznosi się w dość długim, masywnym grzbiecie, jaki wybiega w kierunku południowo-wschodnim od masywu Lackowej i którego morfologicznym przedłużeniem jest masyw Busova (1002 m n.p.m.). Jest ostatnim wybitnym wzniesieniem w tym grzbiecie. Od południowego zachodu ogranicza go dolina potoku Kamenec, od południowego wschodu – dolina potoku Oľchovec, zaś od północnego wschodu – dolina prawobrzeżnego dopływu w/wym. Oľchovca. Siwa Skała wyraźnie dominuje od zachodu nad słowacką, przygraniczną wsią Cigeľka.

## Ukształtowanie
Wierzchowina Siwej Skały stanowi dość wyraźne (choć niezbyt wysokie) spiętrzenie wspomnianego wyżej grzbietu. Rozciągnięta w osi północny zachód – południowy wschód, opadając bardzo stromymi stokami ku północnemu wschodowi i nieznacznie mniej stromymi – ku południowemu zachodowi. Wszystkie stoki są słabo rozczłonkowane, dopiero w ich najniższych partiach rzadko pocięte dolinkami drobnych cieków wodnych. Wzdłuż grzbietu i na stokach liczne wychodnie skalne, rumowiska itp.

## Geologia
Masyw Siwej Skały zbudowany jest z grubych ławic piaskowców, zaliczanych do fliszu karpackiego. W masywie znajduje się Jaskinia Zbójnicka (słow. Zbojnícka jaskyňa) o długości korytarzy ok. 100 m i deniwelacji 12–15 m. Ma ona charakter jaskini szczelinowej, rozwiniętej wzdłuż linii spękań budujących masyw piaskowców.

## Roślinność
Masyw Siwej Skały w zdecydowanej większości jest porośnięty lasami, w których drzewem dominującym jest buk, a domieszki stanowią jodła, świerk, rzadziej jawor, modrzew i in. Dawne polany i wyręby na stokach południowo-zachodnich oraz południowych zostały w większości zalesione. Jedynie u podnóży leży ciąg pastwisk, łąk kośnych oraz niewielkie areały pół uprawnych.

## Turystyka
Przez masyw Siwej Skały nie wiedzie żaden znakowany szlak turystyczny. Wierzchołek góry jest zarośnięty i nie dostarcza szerszych widoków. Z tych powodów góra jest rzadko odwiedzana przez turystów.